# Svante Lundkvist
Karl Svante Lundkvist, född 20 juli 1919 i Eskilstuna, död 9 juli 1991 i Eskilstuna, var en svensk politiker (socialdemokrat).

## Biografi
Lundkvist tog realexamen 1935 och blev samma år anställd vid Postverket. Han var konsultativt statsråd 1965–67 med ansvar för civilförsvaret, kommuner och landsting, kommunikationsminister 1967–69, civilminister 1969–73, jordbruksminister 1973–76 och 1982–86 samt statsministerns ställföreträdare 1986. Han var ordförande för stadsfullmäktige i Eskilstuna 1957–1965 och ledamot av riksdagen 1959–1986 (tillhörde Andra kammaren 1959–1970). Han var också ledamot av Socialdemokraternas partistyrelse från 1960.
Lundkvist tog 30 december 1967 första spadtaget på fastlandssidan vid bygget av Ölandsbron.
1985 gav Lundkvist ut diktsamlingen Noteringar: dikter om liv och politik och 1991 gav han ut I grund och botten, en självreflekterande bok om hans föräldrars och hans eget liv.